# Tipulodina scimitar
Tipulodina scimitar är en tvåvingeart som beskrevs av Alexander 1924. Tipulodina scimitar ingår i släktet Tipulodina och familjen storharkrankar. Inga underarter finns listade i Catalogue of Life.